# Distrikt Arua
Arua ist ein Distrikt (district) in Nord-Uganda mit 855.055 Einwohnern (2002). Wie fast alle Distrikte von Uganda ist er nach seinem Hauptort benannt. Am 1. Juli 2005 wurde der nordöstliche Teil von Arua abgespalten und der neue Distrikt Koboko gebildet.
Der Arua-Distrikt liegt im äußersten Nordwesten Ugandas und grenzt an die Demokratische Republik Kongo und den Südsudan. Der grenzüberschreitende Handel spielt eine wichtige Rolle in der Wirtschaft Aruas. Idi Amin, ugandischer Diktator von 1971 bis 1979, ist in Arua geboren. Von Arua aus gelangten während des zweiten Kongokrieges ugandische Streitkräfte in die Demokratische Republik Kongo, wo sie sich an der Plünderung der kongolesischen Bodenschätze beteiligten. Arua selbst ist friedlich und blieb von den Aktivitäten der Rebellenarmee Lord’s Resistance Army im Norden Ugandas weitgehend verschont.

## Wirtschaft
Nach den regenarmen 1990er Jahren mit einem jährlichen Regendurchschnitt von lediglich 274 Millimetern und einem trockenen Jahr 1999 als Tiefpunkt, war in der Dekade 2000 bis 2009 der Region Regenfeldbau möglich. Die durchschnittliche Regenmenge betrug unter Zusammenfassung der Jahre 2003/2004 immerhin 716 mm. Das feuchteste Jahr war 2001 mit 1282 mm und das trockenste 2007 mit 410 mm. Die Neigung zum Sturzregenereignis nahm zu und gipfelte in der Sturzflut vom 22. Oktober 2005 mit 382 Millimetern Niederschlag. 
In der Region Arua fällt das Gros des Regens meist in der zweiten Jahreshälfte. Typisch sind ein trockener Januar und ein spärlich durchfeuchteter Februar. Die Regenmessungen der Jahre 1973 bis 1978 zeigen aber nur für das Jahr 1978 ein ähnliches Profil. Dieser Zeitraum bringt es nur auf einen jährlichen Durchschnitt von 209 Millimetern. In den Jahren 1973 bis 1977 war Arua noch von einer chronisch scheinenden Dürre geplagt.